# Martin-chasseur nymphe
Tanysiptera nympha
Espèce
Statut de conservation UICN

 LC  : Préoccupation mineure
Le Martin-chasseur nymphe (Tanysiptera nympha) est une espèce d'oiseaux de la famille des Alcedinidae.